# Cuscuta convallariiflora
Cuscuta convallariiflora là một loài thực vật có hoa trong họ Bìm bìm. Loài này được Pavlov mô tả khoa học đầu tiên năm 1938.